# Portret Diego de Covarrubias
Portret Diego de Covarrubias – obraz olejny przypisywany hiszpańskiemu malarzowi pochodzenia greckiego Dominikosowi Theotokopulosowi, znanemu jako El Greco.
Diego de Covarrubias był prawnikiem i teologiem hiszpańskim. W wieku 35 lat został arcybiskupem, a następnie przewodniczącym Rady Państwa. Uczestniczył w soborze trydenckim, gdzie współredagował dekret końcowy. Uważany był za jednego z największych uczonych swoich czasów. El Greco poznał Covarrubiasa prawdopodobnie już w Rzymie i aż do śmierci uczonego do 1577 roku pozostali w stałym kontakcie. W Toledo artysta poznał jego brata Antonia, człowieka o wielkiej wiedzy humanistycznej. Ich znajomość przerodziła się w przyjaźń na całe życie.

## Opis obrazu
Pomimo iż Diego de Covarrubias zmarł w 1577 roku, El Greco prawie trzydzieści lat później maluje jego portret a raczej powraca ponownie do portretu. W 1574 roku wykonuje mały portrecik przyjaciela, gdy ten ma siedemdziesiąt dwa lata. Zbyt twarda faktura obrazu jest powodem do podważenia autorstwa EL Greca a historycy wskazują na autorstwo innego malarza Alonsa Sáncheza Coello. W 1602 roku El Greco niemal kopiuje mniejszy obraz: przedstawia go w szatach kapłańskich, w birecie na głowie z pod którego widać siwe kosmyki włosów i z krzyżem zawieszonego na wstędze na piersi. El Greco mimo upływu lat przedstawia postać tak jak by nadal żyła, w pełni umysłowej aktywności i w pełni wigoru z błyszczącym spojrzeniem pod nierównymi brwiami, z nosem mocnym i wydatnym, z dużymi nieregularnymi ustami pod nieco wystrzępionym wąsem, z brodą o twardym zaroście. Realizm z jakim namalował postać bliska jest flamandzkiej drobiazgowości; artysta maluje nawet fizyczny feler, drobną narośl koło powieki.
Wcześniej, w 1594 roku, El Greco namalował będący pendantem do tego obrazu portret młodszego brata Diega: Antonia de Covarrubias.